# 加勒比人领地
加勒比人领地（英語：Kalinago Territory），前称加勒比人保留地（Carib Reserve）或加勒比人领地（Carib Territory），是加勒比海岛国多米尼克的一个地区，位于多米尼克最偏僻的山区，濒临大西洋，面积15平方千米（3700英亩）。它为多米尼克岛的原住民加勒比人而创建。加勒比人比欧洲殖民者和移民更早来到多米尼克定居。
经由当时的英国殖民当局同意，加勒比人领地于1903年正式成立。

## 地理
加勒比人委員會和警察局均位於該領地的行政中心薩利比亞。該領地有7個其他村莊：巴塔卡、龍蝦河、聖西爾、馬歐河、Gaulette河、Sinekou和Touna Aute。

## 人口
加勒比人领地目前大约有3000名加勒比人。领地有一个具有一定权力的政府（加勒比人委员会）和一位领袖（加勒比人酋长）。领地的行政中心是萨利比亚，加勒比人领地下辖的八个村庄中最大的。

## 扩展阅读
- Hulme, Peter, , Oxford University Press, 2001, ISBN 0-19-811215-7.  Accounts and analysis of the writings of visitors to the Carib Territory.